# 1974 a tudományban
Az 1974. év a tudományban és a technikában.

## Díjak
- Nobel-díjak
  - Fizikai Nobel-díj: Martin Ryle, Antony Hewish
  - Fiziológiai és orvostudományi Nobel-díj: Albert Claude, Christian de Duve, George Emil Palade
  - Kémiai Nobel-díj: Paul J. Flory

## Születések
- augusztus 23. – Konsztantyin Szergejevics Novoszjolov Nobel-díjas (megosztva) brit-orosz fizikus

## Halálozások
- február 2. – Lakatos Imre, az egyik legjelentősebb Angliában kutató magyar matematika- és tudományfilozófus volt (* 1922)
- február 4. – Satyendra Nath Bose indiai fizikus, aki a fizika matematikai módszerekkel történő művelésére, kutatására specializálta magát (* 1894)
- február 4. – Fritz Zwicky svájci csillagász, többek között az extragalaktikus csillagászattal foglalkozott (* 1898)
- március 3. – Mihail Klavgyijevics Tyihonravov orosz, szovjet mérnök, rakétatervező, a műszaki tudományok doktora (* 1900)
- május 24. – Clyde L. Cowan megosztott Nobel-díjas amerikai fizikus, aki tudóstársával közösen kimutatta a neutrínó létezését a neutrínókísérletben (* 1919)
- június 25. – Lánczos Kornél magyar matematikus, fizikus (* 1893)
- július 24. – James Chadwick Nobel-díjas angol fizikus, a neutron felfedezője (* 1891)
- augusztus 26. – Charles Lindbergh amerikai pilóta, író, feltaláló, felfedező (* 1902)